# Ядерный объект в Нетензе
Ядерный объект в Нетензе (перс. تأسیسات هسته‌ای نطنز‎), официально Ядерные объекты имени Шахида Ахмади Рошана (перс. تأسیسات هسته‌ای شهید احمدی روشن‎) — один из ядерных объектов в Иране, построенный недалеко от Нетенза для обогащения урана. Этот центр является частью ядерной программы Ирана, предполагаемая стоимость которой составляет 2-3 триллиона долларов США из-за экономических санкций. Подземное обогатительное сооружение центра защищено бетонным щитом толщиной примерно 7,6 м.
По данным иранских властей газовые центрифуги в этом центре были построены на глубине 40-50 м под землёй по соображениям безопасности и для защиты от «возможной воздушной атаки».
Существование ядерного центра впервые было раскрыто в 2002 году Организацией моджахедов иранского народа. В 2025 году во время операции «Народ как лев» объект был подвергнут бомбардировке Армии обороны Израиля, а затем и ВВС США.

## Наименование
В феврале 2012 года, в присутствии Махмуда Ахмадинежада, тогдашнего президента Ирана, названия пяти ядерных центров и департаментов Ирана были изменены в честь пяти погибших людей. Название ядерного объекта в Нетензе было изменено на «Ядерный объект имени Шахида Ахмади Рошана» в память об Ахмади Мостафе Ахмади Рошане, убитом 11 января 2012 года.
До этого название этого ядерного объекта было таким же, как и у близлежащего города Нетенз. На международном уровне он по-прежнему известен как «Ядерный объект в Нетензе».

## Объекты
Завод по обогащению топлива (ЗОТ) занимает площадь 100 000 квадратных метров, построен на глубине восемь метров под землёй и защищен бетонной стеной толщиной 2,5 метра, которая, в свою очередь, защищена ещё одной бетонной стеной. В 2004 году крыша была усилена железобетоном и покрыта 22 метрами земли. Комплекс описывается как расположенный примерно на трёх подземных уровнях, и состоит из трёх подземных зданий, два из которых были построены для размещения 50 000 центрифуг — около 14 000 из которых установлены и около 11 000 находятся в эксплуатации. Комплекс также включает шесть надземных зданий, в которых, среди прочего, находятся два зала площадью 25 000 квадратных метров, используемых для сборки газовых центрифуг, а также ряд дополнительных административных зданий.
Опытный завод по обогащению топлива (ОЗОТ) расположен на территории комплекса, где находится ЗОТ, в ряде надземных зданий и служит объектом для исследований, разработок, испытаний и пилотного обогащения. Объект начал работу в 2003 году. Он состоит из одного зала, разделённого на секцию для исследований и разработок, и секцию для производства, он может вмещать шесть каскадов по 164 центрифуги каждый. ОЗОТ используется Ираном для испытаний новых конструкций центрифуг. Отчёты МАГАТЭ задокументировали присутствие центрифуг IR-1, IR-2m, IR-3, IR-4, IR-5, IR-6 и IR6s на объекте, и по состоянию на ноябрь 2022 года Иран занимался испытаниями центрифуг IR-8, IR-8b и IR-9 на этом объекте.

## История

### Признание, операции и расширение

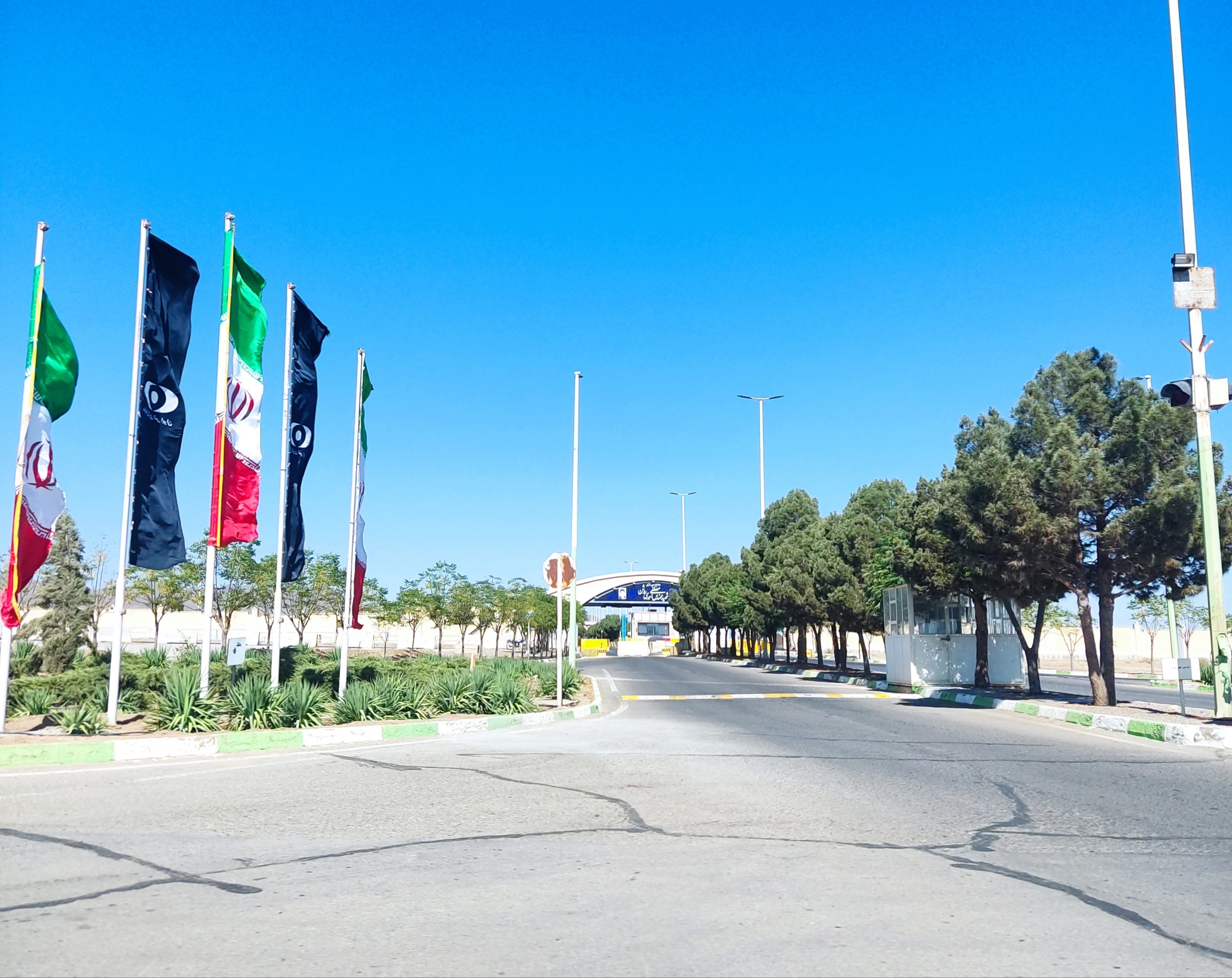
Вход на ядерный объект в Натанзе со старой дороги Кашан-Натанз

В 2002 году Национальный совет сопротивления Ирана раскрыл существование объекта по обогащению урана в Натанзе, что вызвало обеспокоенность по поводу ядерной программы Ирана. Этот некогда секретный объект был одним из двух, раскрытых Алирезой Джафарзаде в августе 2002 года.
В 2003 году после того как иранское правительство официально признало существование объектов Международное агентство по атомной энергии (МАГАТЭ) провело их инспекцию, обнаружив, что у Ирана более развитая ядерная программа, чем предполагала американская разведка. Первоначальное открытие обогатительного объекта в Нетензе, а также отказ Ирана от полного сотрудничества с МАГАТЭ, привели к усилению напряжённости между Ираном и западными державами.
В феврале 2003 года генеральный директор МАГАТЭ Мохаммед Эль-Барадей посетил объект и сообщил, что 160 центрифуг были готовы к эксплуатации, а ещё 1000 находились в стадии строительства. В течение 2003 года инспекторы МАГАТЭ обнаружили частицы высокообогащённого урана на объекте в Нетензе. Иран заявил, что материал был загрязнён страной-поставщиком, хотя Иран её не назвал. В соответствии с Кодексом 3.1 Дополнительных положений к соглашению о гарантиях Ирана, действовавшим до того времени, Иран не был обязан декларировать обогатительный объект в Нетензе до шести месяцев до ввода ядерного материала на объект.
Обогащение урана на заводе было приостановлено в июле 2004 года во время переговоров с европейскими странами. В 2006 году Иран объявил, что возобновит обогащение урана. В сентябре 2007 года иранское правительство объявило об установке трёх центрифуг в Нетензе. В 2010 году Международное агентство по атомной энергии (МАГАТЭ) было проинформировано иранским правительством о том, что будущие программы обогащения будут проводиться в Нетензе и начнутся в марте 2011 года.
После избрания Махмуда Ахмадинежада президентом Ирана в августе 2005 года режим изменил свою позицию сотрудничества с МАГАТЭ. 10 января 2006 года Иран снял пломбы МАГАТЭ с объекта и возобновил обогащение урана, вводя газ гексафторида урана (UF6) в центрифуги как на ЗОТ, так и на ОЗОТ. По данным МАГАТЭ, в 2009 году в Нетензе было установлено около 7000 центрифуг, из них 5000 производили низкообогащённый уран. В августе 2010 года МАГАТЭ заявило, что Иран начал использовать второй набор из 164 центрифуг, соединённых в каскад, для обогащения урана до 20 % на своем опытном заводе по обогащению топлива в Нетензе.
В 2010 году иранское объявление, подтвержденное МАГАТЭ, гласило, что ОЗОТ начал обогащать гексафторид урана (UF6) до 20 %. Начиная с июля того же года Иран подавал UF6 в два взаимосвязанных каскада IR-1 по 164 центрифуги каждый, расположенных в производственном цехе. По состоянию на май 2013 года Иран произвел 177,8 кг UF6, обогащённого до 20 % на ОЗОТ. Это развитие событий усилило опасения по поводу возможного ядерного прорыва, поскольку большой запас урана, обогащённого до 20 %, сократит время, необходимое для производства оружейного урана, более чем вдвое. В апреле 2021 года Иран начал обогащать UF6 до 60 % на ОЗОТ, используя центрифуги IR-4 и IR-6.
В январе 2013 года Ферейдун Аббаси из Организации по атомной энергии Ирана заявил: «обогащение урана до пяти процентов продолжается в Нетензе, и мы продолжим обогащение до 20 процентов в Фордо и Нетензе для удовлетворения наших потребностей».
Ежедневные инспекции МАГАТЭ объекта в Нетензе были согласованы в рамках соглашения о сокращении ядерного обогащения, заключённого со странами группы P5+1 в ноябре 2013 года.
В июле 2020 года Организация по атомной энергии Ирана опубликовала фотографии здания, предположительно являющегося объектом по сборке центрифуг, после недавнего взрыва. Неназванный чиновник ближневосточной разведки позже заявил, что повреждение объекта было вызвано взрывным устройством.
28 октября 2020 года МАГАТЭ опубликовало спутниковые снимки, показывающие, что Иран начал строительство подземного завода недалеко от своего ядерного объекта в Нетензе. В марте 2021 года Иран возобновил обогащение урана на объекте в Нетензе с третьим набором усовершенствованных ядерных центрифуг, что тоже стало серией нарушений прекратившего своё действие ядерного соглашения 2015 года.
В октябре 2020 года Международное агентство по атомной энергии опубликовало спутниковые снимки, подтверждающие, что Иран начал строительство подземного завода недалеко от своего ядерного объекта в Нетензе. В ноябре 2020 года МАГАТЭ сообщило, что Иран начал подачу гексафторида урана (UF6) в недавно установленный подземный каскад из 174 усовершенствованных центрифуг IR-2m в Нетензе, что не разрешалось Соглашением по иранской ядерной программе (СВПД). В декабре 2020 года МАГАТЭ сообщило, что Тегеран «хранит более чем в 12 раз больше обогащённого урана», чем разрешено СВПД, и что «также начались работы по строительству новых подземных сооружений вблизи Нетенза, его основного объекта по обогащению».
В марте 2021 года Иран возобновил обогащение урана на объекте в Нетензе с третьим набором усовершенствованных ядерных центрифуг IR-4, что стало серией нарушений ядерного соглашения 2015 года. 10 апреля Иран начал вводить газ гексафторида урана в усовершенствованные центрифуги IR-6 и IR-5 в Нетензе, но на следующий день в сети электроснабжения произошла авария. 11 апреля IRNA сообщило, что инцидент произошёл из-за сбоя в электроснабжении и что никто не пострадал, а радиоактивные материалы не утекли. Дальнейшие детали в конечном итоге показали, что фактически за организацией атаки стоял Израиль.
14 апреля 2022 года МАГАТЭ заявило в отчёте, с коим ознакомилось Reuters, что Иран начинает эксплуатацию новой мастерской в Нетензе, которая будет производить детали для центрифуг по обогащению урана, используя оборудование, перевезенное с его теперь закрытого завода в Кередже.
29 апреля 2022 года, по словам Генерального директора МАГАТЭ Рафаэля Гросси, новая мастерская Ирана в Нетензе по изготовлению деталей центрифуг была построена под землёй, предположительно для защиты от возможных атак.
Согласно Iran Watch, по состоянию на октябрь 2024 года Завод по обогащению топлива (ЗОТ) в Нетензе эксплуатировал 36 каскадов (кластеров) центрифуг IR-1 и 30 более совершенных центрифуг моделей IR-2m, IR-4 и IR-6. Опытный завод по обогащению топлива (ОЗОТ) в Нетензе эксплуатировал около 1000 усовершенствованных центрифуг моделей IR-4 и IR-6, обогащающих уран до 60 %. В Нетензе хранятся несколько тысяч центрифуг IR-1, а также ряд мощных центрифуг, находящихся в разработке, способствующие росту запасов обогащённого урана в Иране. Накопление и последующее развертывание большого количества центрифуг позволяет Ирану ускорить производство ядерного топлива, и потенциально позволит дальнейшее обогащение до оружейного урана.
В ноябре 2024 года, по данным The Washington Post, спутниковые снимки показали, что на ядерном объекте в Нетензе ведутся строительные работы. Кроме того, Международное агентство по атомной энергии объявило, что Иран строит завод по сборке усовершенствованных центрифуг под землёй на ядерном объекте в Нетензе.

### Саботажи и кибератаки
Ядерная электростанция в Нетензе была подвергнута сложной кибератаке, предположительно проведенной в рамках операции под названием Олимпийские игры коалицией немецких, французских, британских, американских, голландских и израильских разведывательных организаций. Атака использовала червь Stuxnet, который препятствовал работе центрифуг станции и со временем нанес им ущерб. Предполагаемой целью кибератаки было не полное уничтожение ядерной программы Ирана, а её замедление, достаточное для того, чтобы санкции и дипломатия принесли свои плоды. Эта цель была достигнута, поскольку ядерный договор Совместный всеобъемлющий план действий с Ираном был заключён в июле 2015 года.
Около двух часов ночи по местному времени 2 июля 2020 года пожар и взрыв произошли на заводе по производству центрифуг на объекте по обогащению ядерного топлива в Нетензе. Группа, известная как «Гепарды Родины», взяла на себя ответственность за нападение. Некоторые иранские чиновники предположили, что инцидент мог быть вызван киберсаботажем.
10 апреля 2021 года Иран начал вводить гексафторид урана в усовершенствованные центрифуги IR-6 и IR-5 в Нетензе, но на следующий день в сети электроснабжения произошла авария. 11 апреля IRNA сообщило, что инцидент произошёл из-за сбоя в электроснабжении и что никто не пострадал, а радиоактивные материалы не утекли. В сообщениях утверждалось, «что за атакой, вероятно, стоит Израиль» (Моссад). 17 апреля иранское государственное телевидение назвало 43-летнего Резу Карими из Кашана подозреваемым в отключении электроэнергии, заявив, что он бежал из страны до саботажа. В июле 2021 года Иран ограничил доступ инспекторов к заводу.

### Авиаудары Израиля в 2025 году

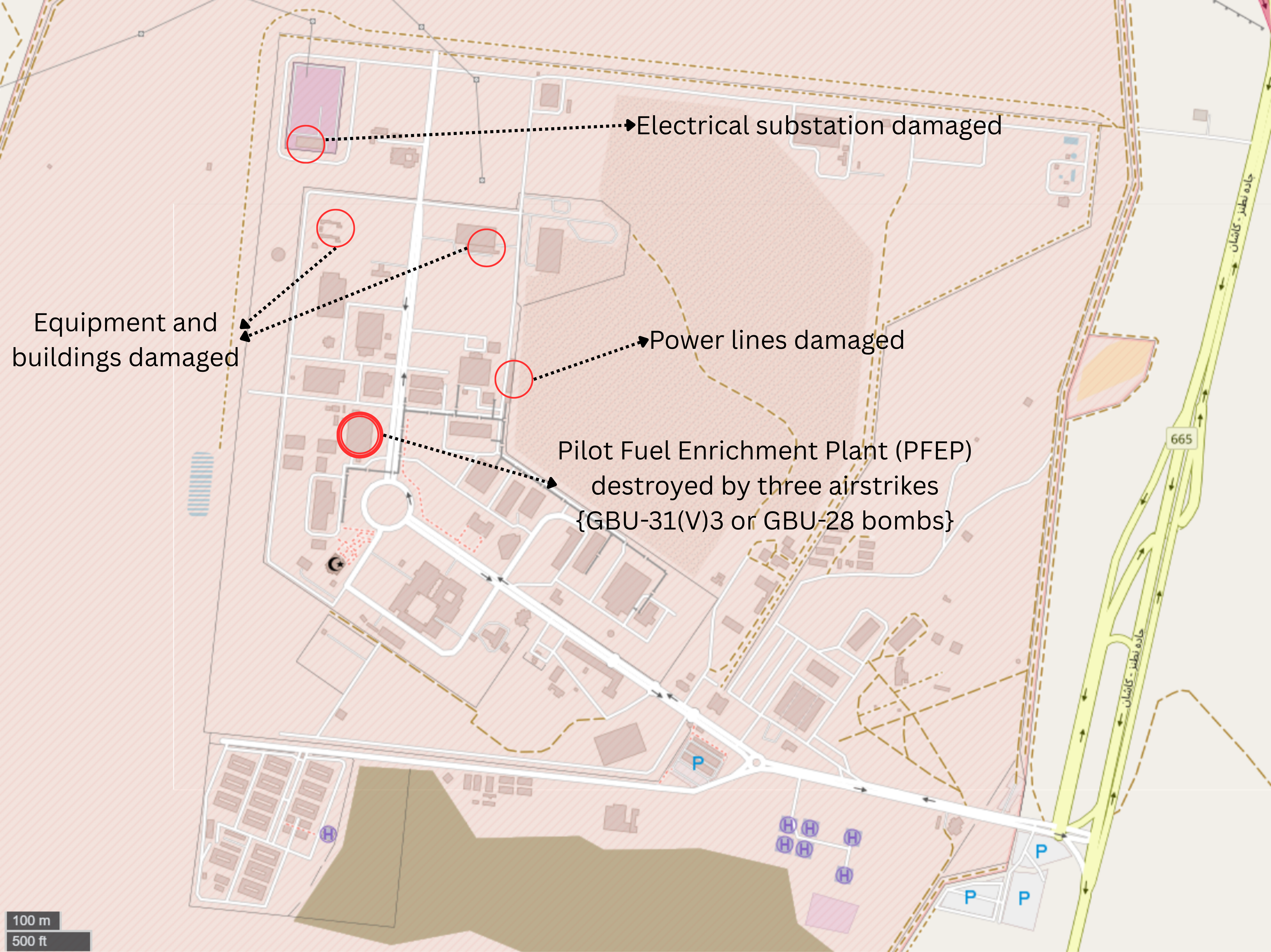
Места израильских авиаударов по ядерному объекту в Нетензе

Ядерный объект в Нетензе был повреждён 13 июня, в первый день операции «Народ как лев». Опытный завод по обогащению топлива, многоэтажный зал обогащения, содержащий 1700 усовершенствованных газовых центрифуг были разрушены как минимум тремя взрывами, видимыми на спутниковых снимках. На момент ударов на Опытном заводе по обогащению топлива производился 60 % обогащенный уран. Электрическая подстанция, подающая электроэнергию на ядерный объект в Нетензе, была повреждена, что привело к отключению электроэнергии на всей площадке. Чувствительные газовые центрифуги в подземном заводе по обогащению топлива, вероятно, были серьёзно повреждены или уничтожены из-за потери электроэнергии. Прямые попадания в землю над подземными залами обогащения были видны на спутниковых снимках, но их значение остается неизвестным. Противовоздушная оборона вокруг объекта была значительно повреждена.

### Авиаудары США в 2025 году
22 июня Военно-воздушные силы и Военно-морской флот США атаковали ядерный объект в Натанзе. Также были нанесены удары по двум другим иранским ядерным объектам в Фордо и Исфахане.
Шесть бомбардировщиков Northrop B-2 Spirit совершили беспосадочный перелёт с авиабазы Уайтмен в Миссури и сбросили две бомбы GBU-57A/B MOP на Нетенз. Подводные лодки выпустили 30 крылатых ракет BGM-109 Tomahawk по Нетензу и Исфахану. Это было первое боевое применение бомб GBU-57, предназначенных для разрушения бункеров.